# Masaki Fukai
Masaki Fukai (født 13. september 1980) er en japansk fodboldspiller.
Han har spillet for flere forskellige klubber i sin karriere, herunder Kashima Antlers, Albirex Niigata, Nagoya Grampus, JEF United Chiba, V-Varen Nagasaki og SC Sagamihara.